# Plumularia duseni
Plumularia duseni is een hydroïdpoliep uit de familie Plumulariidae. De poliep komt uit het geslacht Plumularia. Plumularia duseni werd in 1904 voor het eerst wetenschappelijk beschreven door Jäderholm. 